# Timoudi
Timoudi (em árabe: ﺗﻴﻤﻮدى) é uma cidade e comuna localizada na província de Béchar, Argélia. Sua população era de 2 389 habitantes, em 2008.